# Jan Hacke
Jan Hacke, in het Frans gespeld Jehan Hacque, was een calvinistische venter van religieuze literatuur. Zijn bevrijding uit de gevangenis van Mesen in 1561 is het begin van de geuzerij en van het gewapend verzet in de Nederlanden genoemd.

## Leven
Hacke was geboren in Nieuwkerke en ging nadien in Mesen wonen. Hij was een wever en een colporteur van laken. In 1561 werd hij aangehouden omdat hij in Doornik verboden religieuze literatuur had verkocht. Hij werd opgesloten in de abdij van Mesen. Na enkele maanden in deze gevangenis werd hij op 5 november bevrijd door een bende van vijftig à tweehonderd geloofsgenoten uit de Engelse vluchtelingengemeenten. Gewapend met stokken overvielen ze de abdij bij nacht en sloegen de muren in. Hij vluchtte onmiddellijk naar Sandwich en bedankte zijn redders – onder wie mannen uit Nieuwkerke en Hondschoote – met een blijde maeltijt. Voor landvoogdes Margaretha van Parma waren de feiten aanleiding om de soeverein-baljuw Fernand de La Barre meer mankracht te geven in het Westkwartier, zoals ze meldde aan koning Filips II van Spanje. In de maanden die volgende werden verschillende personen gearresteerd die werden verdacht van medeplichtigheid aan de braak, onder wie Carlo Pleschier uit Deulemonde, Josse Luepe uit Nieuwkerke, Franchois Ente en Jacques Bastaert. Het belette niet dat in 1562 een nog grotere gevangenisbraak zou volgen toen Willem Damman uit Ieper werd bevrijd.

## Voetnoten
1. ↑  A.A. Van Schelven, "Het begin van het gewapend verzet tegen Spanje in de XVIe eeuwsche Nederlanden" in: Handelingen en Mededeelingen van de Maatschappij der Nederlandsche Letterkunde te Leiden over het jaar 1914-1915, 1915, p. 130
2. ↑  Gérard Moreau, "Un colporteur calviniste en 1563" in: Bulletin de la Société de l'Histoire du Protestantisme Français, 1972, nr. 118, p. 2
3. ↑  Brief d.d. 19 december 1561, afgedrukt in: Louis-Prosper Gachard, Correspondance de Marguerite d'Autriche, duchesse de Parme, avec Philippe II, vol. 2, 1870, p. 18-19. Gearchiveerd op 13 augustus 2023.